# Čikla (hrib)
Čikla (hrib), je bil nekdaj hrib v Podbelščici, v Karavankah (z višino 1300 do 1400 m). Hrib se je dokončno porušil 13. novembra leta 1789. O njem nimamo skoraj nobenih podatkov (pisnih virov), imamo pa o njem kar precej dokazov. Nekateri menijo, da je bil to le zelo velik plaz (različna tolmačenja ljudskega izročila), vendar pa prav vsaki vzpetini tudi nekdaj niso rekli hrib. Torej je hrib vseeno bil. Tako govorijo tudi dokazi v Beli in v Podbelščici.
Hrib Čikla naj bi nastal kot nasutje hribine in odlomov z Belščice, ki so v dolžini okoli 1.400 m zasuli spodnji del skalnate ledeniško-hudourniške grape z Belščice, od vključno Podbelščice do dna struge potoka Bela. Na vrh tega nasutja naj bi kasneje pridrsel in se naložil večji kompaktni zakraseli skalnati odlom z roba Belščice (manjši skalnati hrib) in prav ta odlom naj bi omenjenemu nasutju dal obliko hriba.Ta skalnati vršni del hriba Čikla naj bi predstavljal precej manj kot 1/5 prostornine porušenega dela hriba. Na (spodnjem ?) stiku skalnatega vršnega dela s prvotnim nasutjem je nastala (večja, daljša) galerija – »čikla«, zato so hribu tudi dali nenavadno ime Čikla. Za hribom je bila dolina in v njej dolga leta planina, ki naj bi jo uporabljali že staroselci – karavanški gorjani. Ta planina se je v zadnjih letih obstoja imenovala Olipova planina. Segala je do skalnega roba pred planino Stamare. Planino so na tej lokaciji domnevno opustili zaradi velikih zemeljskih razpok (plazenje hriba), morda pa tudi zaradi (večkratnega (?)) divjanja hudournika po grapi z Belščice (izjemno veliki nanosi grušča).
Hrib naj bi začel drseti v dolino leta 1384, po beljaškem potresu (Pontebba (6,4 / VIII, IX (mag/EMS v SLO)). Po ljudskem izročilu naj bi takrat prišlo tudi do večje preusmeritve podzemnih voda, voda iz velikih podzemnih jezer, ki so v Belščici. Takrat naj bi (večinoma še globoko v grušču hriba) začel na novo teči potok Čikla, ki prej ni bil poznan. Do dokončne porušitve leta 1789 naj bi se hrib (proti dolini) premaknil za približno 200 do 250 m in znižal vsaj za 50 m. K dokončni porušitvi hriba naj bi odločilno pripomogel »vodni udar« z Belščice, kjer naj bi se »utrgal oblak«. Ogromen vodni val je z veliko količino grušča (rušilni drobirski tok ?) v hrib udaril z zelo veliko hitrostjo in z zelo veliko silo, ter za hribom nasul 5 do 15 m visok nasip. Voda, ki je silovito drla v dolino, je hrib izpodkopala z obeh strani.
Zrušenje hriba Čikla in strašno neurje na Belščici naj bi povzročili, da se je v dolini Bela razbesnela katastrofalna povodenj, ki je zasula vas Koroško Belo, kar 47 hiš in poslopij (podatek iz pisnih virov). Ob tej katastrofalni povodnji pa so nastopale izjemno velike količine vode. Domnevno naj bi se ob povodnji razlili tudi dve jezeri in sicer:
- jezero v dolini Bela, ki so ga ob dolgotrajnem deževju napolnile vode Urbasa (potok Bela) skupaj s potokom Čiklo (?) in z vodami z Belščice (kjer naj bi se »utrgal oblak«) in
- jezero, ki je nastalo v Podbelščici za hribom Čikla in ga je napolnilo dolgotrajno deževje, ter vode z Belščice (kjer naj bi se torej »utrgal oblak«).

Drsečo zemljino naj bi ob drsenju v dolino dodatno namakal tudi novi potok Čikla. - Hrib (naplazeni del) naj bi se že stoletja prej rušil v več večjih podorih. Bila so najmanj štiri večja rušenja in sicer domnevno v letih: 1384, 1511 in 1665, ter seveda dokumentirani podor leta 1789.
Ostanki tako velikega hriba so seveda še vedno vidni:
- V Podbelščici je to (valovit, naguban) fosilen plaz Čikla,
- na njegovem jugozahodnem robu je to manjša skalna vzpetina /(razgledna) skala, ostanek vršnega dela hriba, ki je viden na zgornjem robu plaza (podora) Čikla/,
- nad podorom Čikla in zahodno od fosilnega plaza pa je to strm valovit rob, ki se zgoraj konča z (manjšo) nekakšno nagnjeno ravnico južno od razcepa gozdnih cest.
- V grapi potoka Čikla je nad slapom Čikla to večja zakrasela skala, odlom od vršnega skalnatega dela hriba/ in pa
- tam v bližini še manjše nasutje grušča.

Splazeni oziroma podrti del tega zelo velikega hriba - večina zemljine podrtega hriba torej, pa je seveda v dolini Bela. V dolino so bile nasute zelo velike količine zemljine. Domnevno je precej več kot polovico zdrselega dela hriba odnesla povodenj in to zemljino nasula v Zevnikih, na območju tedanje vasi Koroška Bela in na zelo veliki površini zemljišč pod vasjo (površina nasutij več kot 300.000 m2). V srednjem delu doline Bela je ostanek hriba Čikla hrbet: Kozji hrbet, ki poteka od Pediceljnove skale do zahodnih strmin Blažunovih peči. – Skalnati vršni del hriba se je skoraj nerazbit in skoraj nerazlomljen, v skoraj le enem kosu torej, ustavil tik pod slapom Čikla, severno od soteske Tesen, severno ob potoku Bela. Prepričljivo erodirana kamnina ostankov vršnega dela hriba, ki je razbičana od močnih vetrov in razrezana ter ožlebičena od kisle deževnice, nas prepriča, da so to ostanki kamnine, ki je zdrsela z višjih zakraselih delov Belščice (prav z roba Belščice).
V še vedno zasutem delu grape z Belščice, v dolžini okoli 900 m, pa naj bi bilo še vedno vsaj 1/4 prvotnega nasutja hribine. Porušitev hriba Čikla naj bi aktivirala torej le manj kot 3/5  prvotnega nasutja hribine.